# Vukan Nemanjić
Vukan Nemanjić o Vukan II (en serbio: Вукан Немањић; antes de 1165 - después de 1207) fue el Gran príncipe de Serbia desde 1202 hasta 1204. Fue el Gran príncipe de Pomorje (rey titular) desde 1195 hasta su muerte. Pese a ser el hijo mayor, su padre, Esteban Nemanja, había elegido en lugar a su hermano menor Esteban como heredero, pero tan pronto como su padre murió, conspiró contra su hermano y tomó el trono por la fuerza, en un golpe de Estado ayudado por el Reino de Hungría. Fue derrotado dos años más tarde y, perdonado por su tercer hermano, siguió gobernando su infantado de Zeta.

## Biografía
Vukan era el primogénito del príncipe Esteban Nemanja de Serbia y su esposa Ana. Sus hermanos menores fueron Esteban Nemanjić y Rastko Nemanjić (quien luego sería San Sava), y también tuvo dos hermanas.
Su padre había conseguido asegurar la independencia de su reino del Imperio bizantino luego de la muerte de Manuel I Comneno en 1180, y luego conquistó los feudos de Doclea, Travunia y Zahumlia en la costa del mar Adriático. Nemanja entregó a Vukan los territorios conquistados incluyendo Hvosno y Toplica, como infantados, alrededor de 1190.
En una inscripción que data alrededor de 1195 en la iglesia de san Lucas en Kotor, Vukan recibe el título de rey de Doclea, Dalmacia, Travunia, Toplica y Hvosno.
Aunque era el mayor, su padre prefería a su hermano menor, Esteban, para sucederlo en el trono de Serbia debido a que este se había casado con una hija princesa bizantina, Eudoxia, hija del posterior emperador Alejo III Ángelo. Parece que Vukan reaccionó a este cambio sucesivamente al declararse rey de Doclea en 1195, probablemente debido a la relación de su familia con la antigua casa real docleana, que fue depuesta por su padre. Aunque asumió el título real, siguió reconociendo la autoridad de Nemanja. En 1196, en el Concilio de Estado, Nemanja abdicó en favor de Esteban y Vukan tuvo que reconocer a su hermano como el nuevo gobernante de Serbia. Después del concilio, Nemanja se convirtió en el monje Simeón y se retiró a su monasterio de Hilandar en el Monte Athos. Mientras su padre estaba vivo, Vukan no se opuso a la autoridad de su hermano, pero tan pronto como Nemanja murió en 1200, comenzó a conspirar contra en su contra para convertirse en Gran župan. Encontró ayuda en el rey Emerico de Hungría quien en ese momento estaba en guerra con el Segundo Imperio búlgaro y buscaba la ayuda de Serbia. Con la ayuda de las tropas húngaras en 1202, Vukan logró derrocar a Esteban, quien huyó a Bulgaria, dejándole el gobierno. En una inscripción de alrededor de 1202/1203, Vukan es mencionado como Vukan el Gran župan, gobernante de todas las tierras serbias, Zeta, ciudades marítimas y tierras del Nišava. 

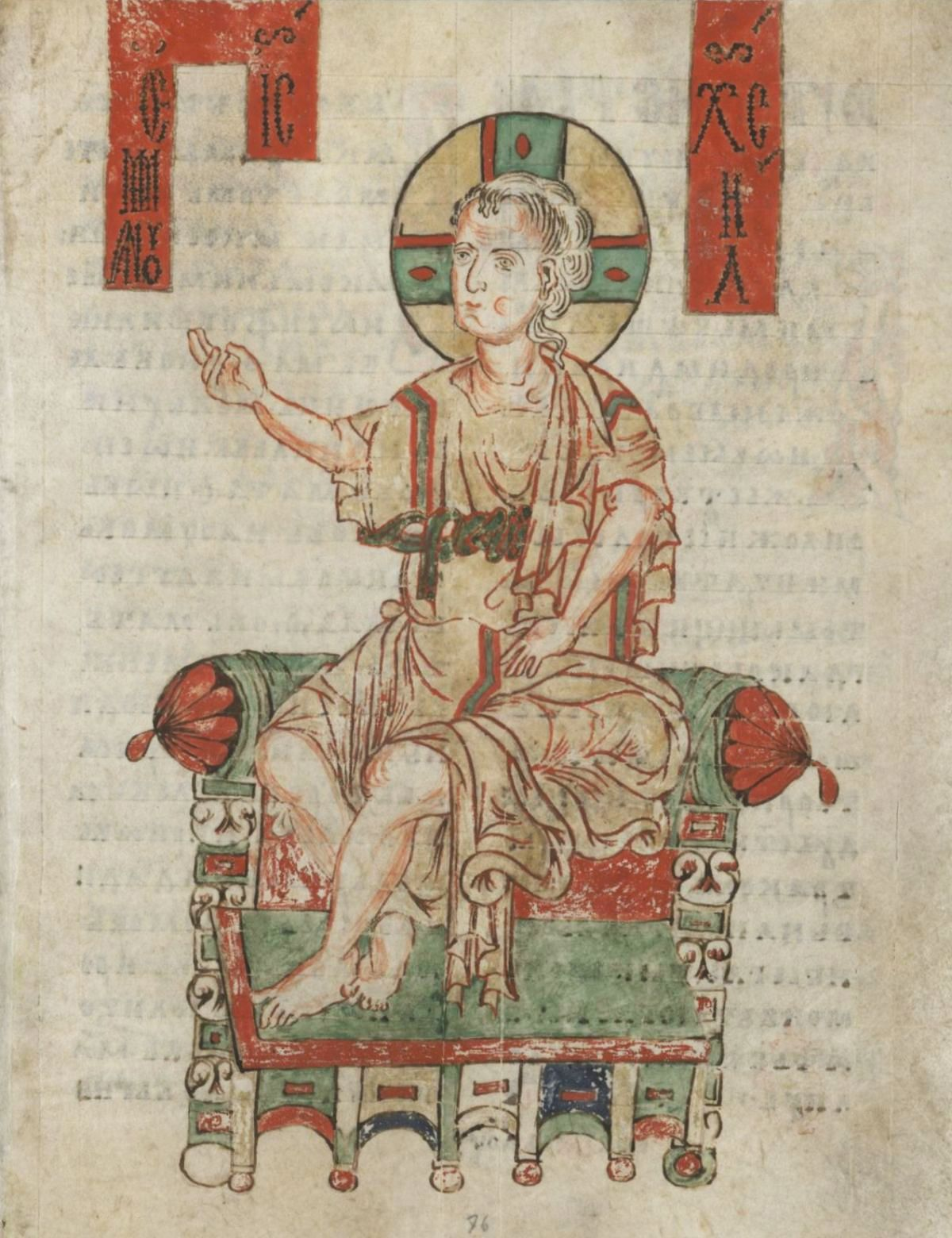
Evangelio de Vukan manuscrito por el monje Simón

A cambio de la ayuda húngara, Vukan se convirtió en uno de sus vasallos y prometió convertir a su pueblo al catolicismo si el papa le concedía un título real. Sin embargo, como vasallo húngaro, Vukan pronto se involucró en su conflicto con Bulgaria. En 1203, los búlgaros atacaron Serbia y conquistaron la parte oriental del país, incluyendo la ciudad de Niš. En el caos que siguió al ataque, y utilizando las simpatías de Vukan por el catolicismo en su contra, Esteban logró regresar a Serbia y derrocar a su hermano en 1204, convirtiéndose nuevamente en Gran župan. Tras la intervención de Rastko, Esteban perdonó a Vukan y le devolvió su infantado en Zeta (Doclea) donde mantuvo su título de rey. Fue mencionado por última vez en 1207. Se cree que murió poco después porque su hijo Đorđe es mencionado como rey en 1208.

## Descendencia
Vukan tuvo al menos tres hijos con su esposa (es probable que esta mujer perteneciera a la familia de los condes de Segni, la familia del papa Inocencio III):
- Đorđe, sucesor de su padre.
- Esteban, que fundó el monasterio de Morača en 1252.
- Dmitar, que fundó el monasterio de Davidovica y vivió hasta 1286.